# Angursa lanceolata
Angursa lanceolata is een soort in de taxonomische indeling van de beerdiertjes (Tardigrada). 
Het diertje behoort tot het geslacht Angursa en behoort tot de familie Halechiniscidae. De wetenschappelijke naam van de soort werd voor het eerst geldig gepubliceerd in 1981 door Renaud-Mornant.